# Modelo de crecimiento de Ramsey

Gráfica del modelo de crecimiento de Ramsey. La línea azul representa la trayectoria del ajuste dinámico de la economía. Es una ruta estable del sistema dinámico. Las líneas rojas representan trayectorias dinámicas que se rigen por la condición de transversalidad.

El modelo de crecimiento de Ramsey es un modelo de crecimiento económico creado por Frank P. Ramsey (1928) y perfeccionado por David Cass (1965) y Tjalling Koopmans (1965). El modelo de Ramsey se diferencia del modelo de Solow en que explícitamente modela la opción de consumo en un punto en el tiempo, por lo que la tasa de ahorro es endógena. Como resultado, a diferencia del modelo de Solow, la tasa de ahorro no puede ser constante a lo largo de la transición hacía el estado estacionario. Otra implicación del modelo es que el resultado es óptimo de Pareto, ya que corresponde a una tasa de ahorro inferior a la regla de oro de la tasa de ahorro, lo cual es dinámicamente eficiente. Este resultado se debe no sólo a la endogeneidad de la tasa de ahorro, sino también a la naturaleza infinita del horizonte de planificación de los agentes en el modelo. Sin embargo, no se sostiene en otros modelos endógenos con tasas de ahorro, pero con dinámicas intergeneracionales más complejas, como por ejemplo, los modelos de generaciones translapadas de Samuelson o Diamond, en los que la tasa de ahorro puede ser superior a la regla de oro (sobrecapitalización).
Originalmente, Ramsey establece el modelo como un problema de un planificador central en la maximización de los niveles de consumo a lo largo de sucesivas generaciones. Sólo más tarde fue un modelo adoptado por los investigadores posteriores como una descripción de una economía dinámica y descentralizada.

## Ecuaciones fundamentales del modelo de Ramsey
Hay dos ecuaciones fundamentales del modelo de Ramsey. La primera es la ley del movimiento de la acumulación de capital:
{\displaystyle {\dot {k}}=f(k)-\delta \,k-c}
donde k es el capital por trabajador, c es el consumo por trabajador, f (k) es la producción por trabajador, {\displaystyle \delta \,} es la tasa de depreciación del capital. Esta ecuación simplemente dice que la inversión o el incremento del capital por trabajador es la parte de la producción que no se consume, menos la tasa de depreciación del capital.
La segunda ecuación se refiere a la conducta de ahorro de los hogares y es menos intuitiva. Si los hogares están maximizando su consumo intertemporalmente, en cada punto en el tiempo equiparan el beneficio marginal del consumo presente con el de consumo en el futuro, o equivalentemente, el beneficio marginal del consumo en el futuro con su costo marginal. Debido a que este es un problema intertemporal, esto significa una igualación de las tasas en lugar de los niveles. Hay dos razones por las cuales las familias prefieren consumir ahora y no en el futuro. En primer lugar, ellos descuentan el consumo a futuro. En segundo lugar, porque la función de utilidad es cóncava, los hogares prefieren alisar su consumo (es decir, consumir “más o menos la misma cantidad cada día). Un aumento o una ruta de descenso del consumo reduce la utilidad del consumo en el futuro. Por lo tanto la siguiente relación caracteriza la relación óptima entre las diferentes tasas: tasa de retorno sobre los ahorros = velocidad a la que el consumo se descuenta – cambio porcentual en la utilidad marginal   el crecimiento del consumo.
Matemáticamente:
{\displaystyle r=\rho \ -\%dMU*{\dot {c}}\,}
Una clase de funciones de utilidad que sean compatibles con un estado de equilibrio de este modelo son las funciones de utilidad de la forma: 
{\displaystyle u(t)={\frac {c^{1-\theta }-1}{1-\theta }}\,}
En este caso tenemos:
{\displaystyle {\frac {\%dMU}{c}}=\theta \,}
que es una constante. Entonces la solución de la ecuación dinámica anterior para el crecimiento del consumo se obtiene:
{\displaystyle {\frac {\dot {c}}{c}}={\frac {r-\rho }{\theta }}\,}
que es la segunda ecuación dinámica clave del modelo y se suele llamar la "ecuación de Euler".
Con una función de producción neoclásica con rendimientos constantes a escala, la tasa de interés, r, será igual al producto marginal del capital por trabajador. Un caso particular está dada por la función de producción Cobb-Douglas
{\displaystyle y=k^{\alpha }\,}
lo que implica que la tasa de interés bruto
{\displaystyle R=\alpha k^{\alpha -1}\,}
por lo tanto el tipo de interés neto r
{\displaystyle r=R-\delta =\alpha k^{\alpha -1}-\delta \,}

Ajustando {\displaystyle {\dot {k}}} y {\displaystyle {\dot {c}}} igual a cero, podemos encontrar el estado estacionario de este modelo.

### Las empresas y los consumidores en el modelo
Como sabemos, las empresas contratan por un precio "r", que es el precio de arrendamiento del capital. Este estará dado por el producto marginal, por lo tanto:
{\displaystyle r(t)=f'(k)\,}
Que evidentemente es: 
{\displaystyle r(t)={\frac {\alpha y}{k}}}
Además, por el lado del sector empleado, el salario real estará dado por:
{\displaystyle w(t)=\left(f(k)-kf'(k)\right)}
Que representa todo el ingreso de la economía , menos la parte que ingresa al capital, por lo tanto lo que se le paga a los trabajadores en términos percápita. 
Por último, adoptaremos una tasa de interés R(T) en donde

{\displaystyle R(t)=\int \limits _{0}^{\infty }{r(t)}}dt
Por lo que la tasa de interés R "mayúscula" indica la tasa de interés acumulada durante el periodo de vida de los individuos.